# Multidentia kingupirensis
Multidentia kingupirensis är en måreväxtart som beskrevs av Diane Mary Bridson. Multidentia kingupirensis ingår i släktet Multidentia och familjen måreväxter. Inga underarter finns listade i Catalogue of Life.